# E.164
E.164 es una recomendación de la Unión Internacional de Telecomunicaciones (UIT) que asigna a cada país un código numérico (código de país) usado para las llamadas telefónicas internacionales.
E.164 es el nombre del documento que especifica el formato, la estructura y la jerarquía administrativa de los números telefónicos. La UIT concede códigos de país a las naciones con soberanía y la administración de los números de teléfono de cada país los efectúa el regulador del país correspondiente. Un número E.164 está compuesto por el código de país, código de zona o ciudad y un número telefónico. Sin embargo, en algunos países, la marcación dentro de una zona o de una ciudad puede ser abreviada, sin necesidad de tener que marcar el código de zona o ciudad.